# Häagen-Dazs

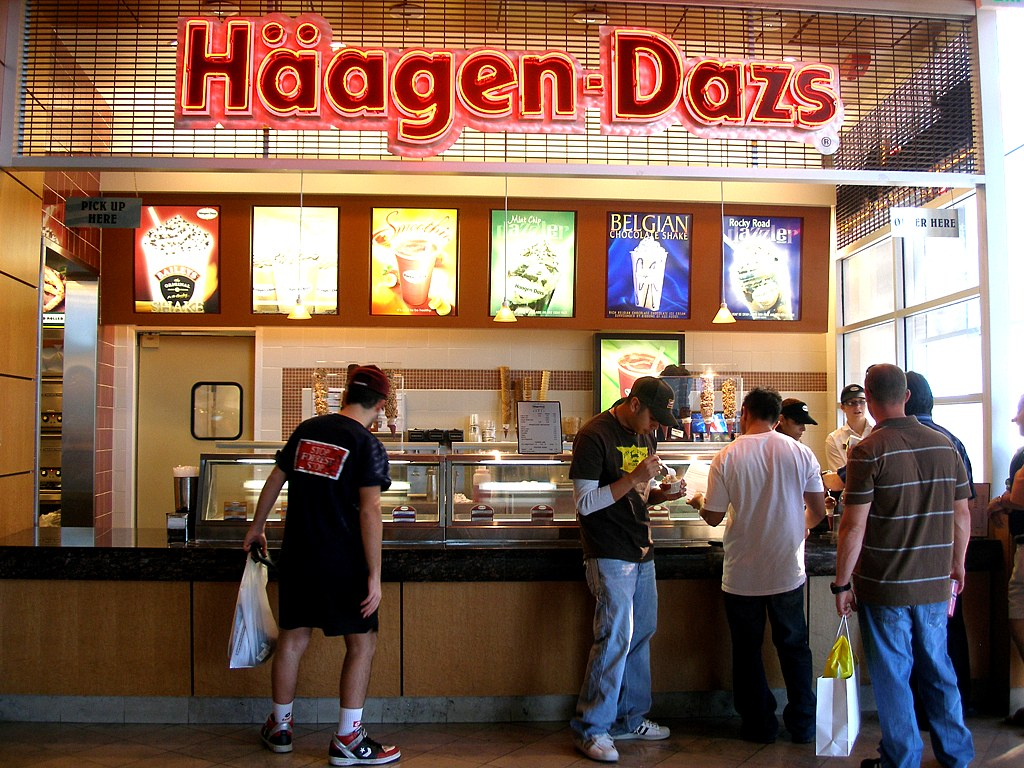
Un negocio de Häagen-Dazs en el Fashion Show Mall de Las Vegas Strip en Paradise, Nevada, Estados Unidos

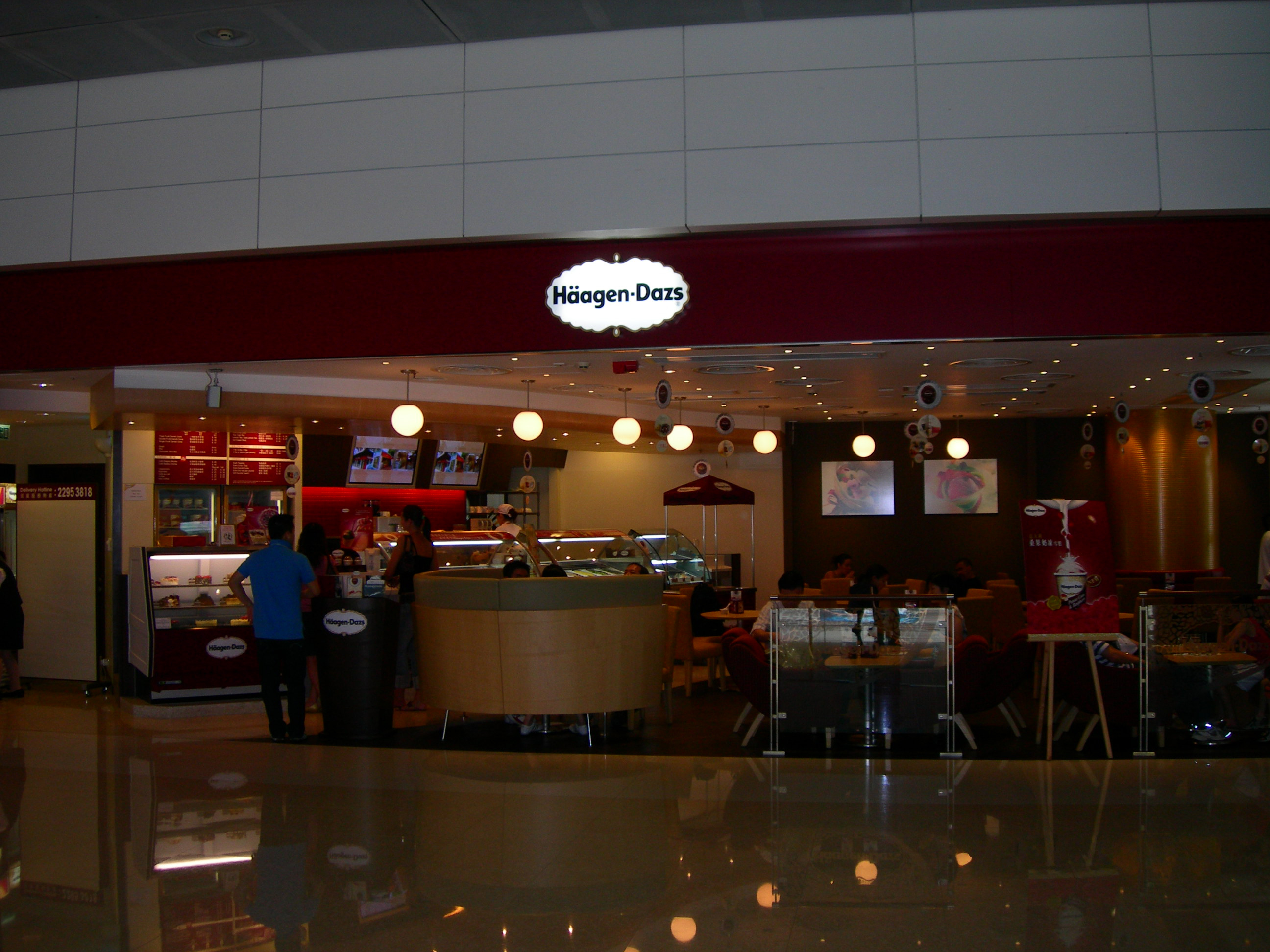
Negocio de Häagen-Dazs en el Centro Internacional de Finanzas de Central,Hong Kong

Häagen-Dazs es una marca de helados. La empresa fue fundada por Reuben y Rose Mattus, judíos de origen polaco, en el Bronx, Nueva York, Estados Unidos en 1961. Comenzó con solo tres sabores: vainilla, chocolate y café. La marca produce helados, barras de helado, sorbetes y yogur helado y vende sus productos en más de 50 países.

## Nombre
A pesar de las apariencias, no es escandinavo. Se trata de dos palabras con la intención de sugerir una procedencia escandinava al público estadounidense. Es una técnica conocida en la industria del marketing bajo el nombre de foreign branding (marca extranjera). Mattus incluyó el contorno de Escandinavia en las primeras etiquetas así como los nombres de Oslo, Copenhague y Estocolmo para reforzar la temática escandinava del producto. Paradójicamente, aunque Häagen-Dazs esté activa en 54 países alrededor del mundo, ninguna de sus 700 sucursales está en un país escandinavo. Sin embargo, historiadores y coleccionistas aseguran que el nombre comercial no es ninguna casualidad, sino que tiene un motivo histórico debido a que, según sus registros, el primer helado de venta en masa al público fabricado en Noruega a inicios de 1800 se llamaba "Häagen-Dazs", aunque eso aún no se ha verificado.

Distribución en el mundo de Häagen-Dazs

La peculiar ortografía del nombre recuerda a la de varias lenguas europeas. La "ä" se emplea en alemán, estonio, finés, eslovaco y sueco; y la repetición de una vocal para alargar el sonido vocálico en estonio, finés, holandés y, ocasionalmente, en alemán. A su vez, la zs húngara se pronuncia como la j francesa. Hägen es el nombre de un pueblo alemán (cerca de Dinamarca) y el de un apellido danés, noruego y alemán. Dazs no significa nada.
Un remoto recurso de publicidad fue renombrar el Teatro Calderón de Madrid, España, como Teatro Häagen-Dazs Calderón.

## Descripción
El helado viene en muchos sabores diferentes y, desde sus comienzos, se trató de vender como una marca supuestamente "super-premium" (meta con la que fue creado su nombre, de apariencia danesa). Se usan los ingredientes de mayor calidad y es bastante denso (muy poco aire se mezcla durante la fabricación) y no se usa ningún otro emulsionante o estabilizador más que yemas de huevo, por lo que tiene un alto contenido de materia grasa. El helado Häagen-Dazs tiene que mantenerse a una temperatura notablemente inferior que la mayoría de los helados para mantener su intencionada firmeza. Se vende tanto en supermercados como en heladerías.
La mayoría de los sabores ofrecidos por la compañía son de chocolate, de diferentes clases, aunque también hay muchas mezclas de vainilla. Tres o cuatro veces por estación un helado de edición limitada es puesto a la venta.

## Historia

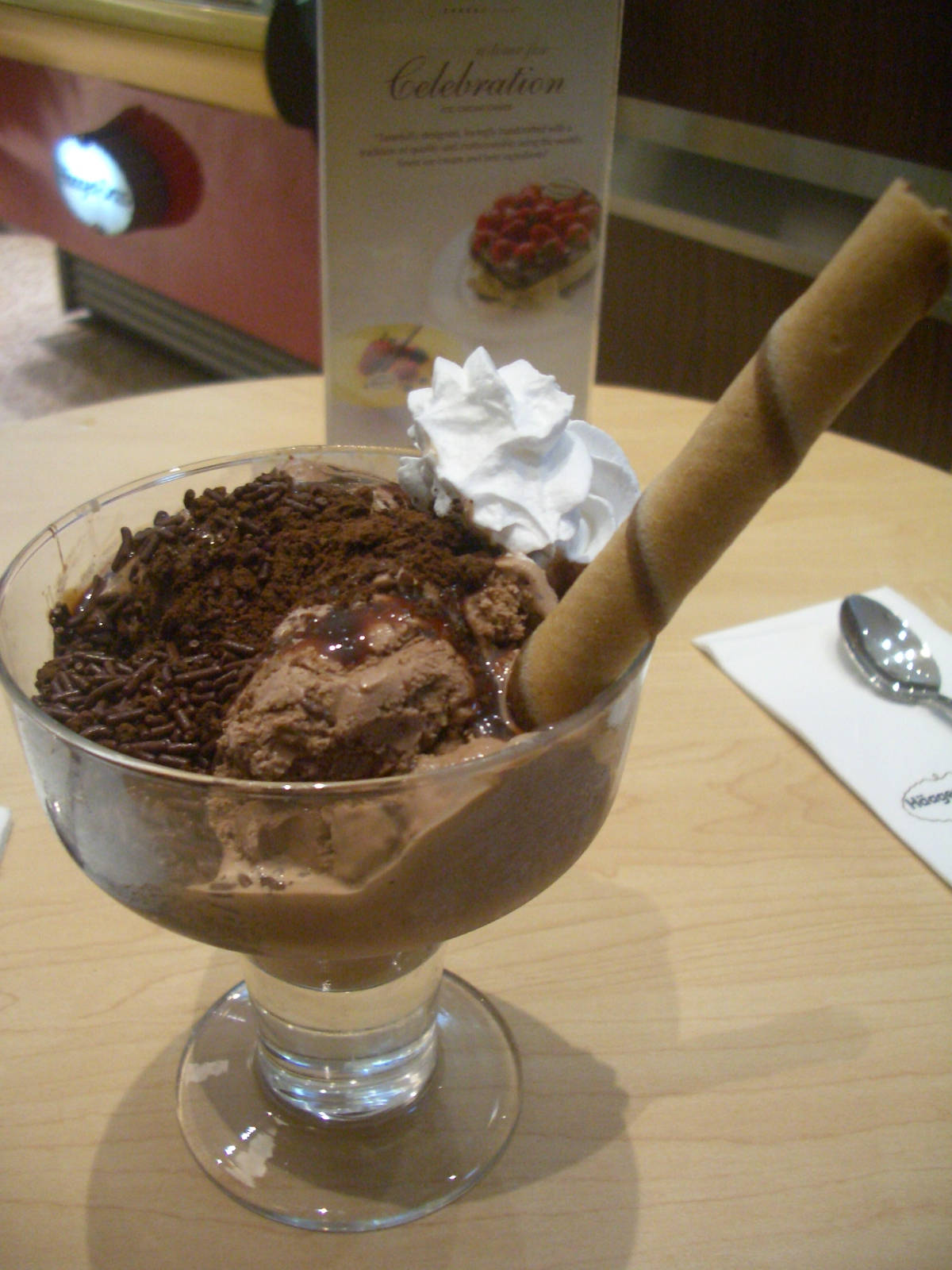
Chocolate Decadence, Häagen-Dazs, VivoCity, Singapur.

Reuben Mattus, un joven vendedor de helados de Bronx, Nueva York, de los años 1920, fue el fundador de la marca. 
Su negocio fue creciendo a lo largo de los años 1930, 1940 y 1950. En 1961 comenzó finalmente su plan y formó esta empresa que dedicaría a su previamente gestado objetivo, el cual era crear un helado hecho exclusivamente de los materiales más puros y sin la alta proporción de aire que habitualmente incluyen. El nombre Häagen-Dazs fue puesto para conferirle al helado un elemento que representara las técnicas artesanales tradicionales del Viejo Mundo, las cuales Mattus se avocaría a practicar.
Häagen-Dazs comenzó en un principio con tres sabores: vainilla, chocolate y café, más pronto añadió sabores de todas partes del mundo, como chocolate negro belga o a base de frijoles de vainilla malgaches.
Dos años después, incorporaría a su gama el sabor fresa, debido a que buscó la forma de poder mantener dentro del helado la fresa natural con un sabor y textura fresca, "como recién cortada", a pesar de tener que permanecer una muy baja temperatura, logrando conseguir que no tuviera consistencia congelada o cristalizada. Esta técnica fue patentada y ahora la utiliza Häagen-Dazs de manera exclusiva para la fabricación de todos sus helados con base en los frutos rojos.
En poco tiempo adquirió una demanda fiel, transmitiéndose oralmente. Su cremosidad fue una de las causas de su éxito, que logró a pesar de la falta de una historia arraigada. Al principio solo vendía al público en los negocios gourmet de la ciudad de Nueva York, pero pronto se distribuyó por toda la costa este de Estados Unidos. 
En 1974, Häagen-Dazs estableció su presencia en Estados Unidos mediante un acuerdo con la lechería de California Arden Granjas para fabricar y distribuir el helado en los estados del Oeste. 
En 1976 Doris Mattus, hija de Reuben, abrió el primer local. Debido a su éxito, comenzaron a crearse franquicias de la marca en todo el territorio estadounidense y el helado se expandió a todas las clases.
En la década de 1980, Häagen-Dazs tuvo que enfrentarse a la competencia de Frusen Glädjé, otra marca de helados estadounidense.
Häagen-Dazs fue vendido a la compañía Pillsbury, hoy propiedad de General Mills, en 1983. En los Estados Unidos y Canadá, Häagen-Dazs se utiliza bajo licencia de Nestlé.
Desde su comienzo, Häagen-Dazs buscó destacar por encima del resto presentándose como la nobleza del helado y el helado de la nobleza, haciendo helado de vainilla con leche de Suiza o llevando el dulce de leche rioplatense al resto del mundo. Häagen-Dazs fue también el primero en introducir al mundo las barras de helado, con la introducción de la barra de helado Häagen-Dazs en 1986. Le siguieron otras innovaciones, con el yogur congelado en 1991 y el sorbete en 1993.
En 2008, la compañía anunció que donaría 250.000 dólares americanos a la Universidad Estatal de Pensilvania y a la Universidad Davis de California para ayudar a investigar la destrucción de colonias de abejas. La empresa también vendería un sabor de edición limitada, la Vainilla Honey Bee, y con parte de los beneficios financiará la investigación sobre CCD.
En 2009, la compañía abrió una polémica sucursal en Delhi donde no se permitía entrar a personas de nacionalidad india, lo que causó un gran revuelo internacional.
Rose Mattus, que lanzó el helado Häagen-Dazs con la colaboración de su marido, falleció el 28 de noviembre de 2006 a los 90 años de edad.